# Renaud (évêque d'Aleth)
Pour les articles homonymes, voir Renaud (homonymie).
Renaud, mort le 17 novembre 1081, est l'évêque d'Aleth vers 1060 à 1081.

## Biographie
Renaud ou Rainaud prend indifféremment les titres d’évêque de Saint-Malo-de-Beignon, évêque d'Alet ou d'évêque de Saint-Malo. Il figure dans les actes d'un procès entre l'Abbaye Saint-Sauveur de Redon et celle de Marmoutiers en 1062 et dans l'acte de donation de Goven à l'abbaye de Redon par le seigneur de Lohéac. Selon la Chronique de Nantes il meurt en 1081 le 17 novembre d'après l'obituaire de l'abbaye du Mont Saint-Michel